# Virus del papil·loma humà
Un virus del papil·loma humà (VPH) és la designació genèrica per a més de cent tipus de virus que infecten la pell i mucoses a humans i altres animals. Poden produir berrugues cutànies o genitals i alguns tipus de càncer. Es transmet per contacte directe entre dues persones, moltes vegades en relacions sexuals (en el cas dels tipus de virus que afecten les zones genitals), amb penetració o sense. La Generalitat de Catalunya estima que un 80% de la població s'infectarà per VPH al llarg de la seva vida i que possiblement és una de les infeccions de transmissió sexual més freqüents. Més del 90% d'infeccions d'aquests virus es curen de manera espontània.

## Tipus
Hi ha més d'un centenar de tipus de virus del papil·loma humà. Cada un d'aquests tipus s'anomena amb les inicials "VPH" seguides d'un nombre. Cadascun pot atacar zones diferents del cos i pot tenir efectes diferents Així, n'hi ha que només produeixen berrugues (típicament el VPH 6 i el VPH 11) mentre que d'altres, considerats d'alt risc, com el VPH 16 i el VPH 18, poden provocar càncer uterí. Hi ha una quarantena d'aquests virus que afecten a les mucoses, d'aquests, una dotzena poden afavorir l'aparició d'algun tipus de càncer.

### Exemples
- VPH 1: afecta les plantes dels peus

## Vacunes
És possible dissenyar i desenvolupar vacunes (vegeu vacuna del papil·lomavirus) contra els virus. A Catalunya hom disposa de la vacuna Gardasil®; que preveu la infecció pels VPH dels tipus 6, 11, 16 i 18; i la vacuna Cervarix®, que només preveu la infecció pels VPH dels tipus 16 i 18.
El Consell Interterritorial del Sistema Nacional de Salut recomana la vacunació de les adolescents d'una única cohort a una edat compresa entre els 11 i els 14 anys. A Catalunya, el Departament de Salut de la Generalitat de Catalunya finança la vacunació sistemàtica a les noies de sisè de primària.
És possible estar infectat per alguns VPH sense desenvolupar cap malaltia, però igualment l'infectat no malalt pot contagiar els altres. Per a les persones infectades, encara que no desenvolupin cap patologia, les vacunes no són eficaces. L'objectiu principal de les vacunes Cervarix i Gardasil és prevenir una de les causes de càncer d'úter a les dones, ja que els virus VPH 16 i VPH 18 sumen el 70% de càncers d'aquest tipus.
No s'ha estudiat el funcionament d'aquestes vacunes en homes, ni en dones menors de nou anys o més grans de vint-i-sis.

## Transmissió sexual
El papil·loma humà es transmet per contacte directe entre les mucoses i/o la pell de dos individus i es contagia sobretot a les relacions sexuals, però aquest contagi es pot evitar amb l'ús del preservatiu. És necessari usar el condó també en el cas que la persona estigui vacunada, ja que la vacuna només actua sobre dos o quatre dels cent tipus de virus. De tota manera, el condó tampoc no pot evitar la transmissió de virus que afecten les zones que no cobreix.

## VPH i càncer
Els diferents virus del papil·loma humà poden causar càncer de coll uterí, vulva, vagina, penis o anus, en qualsevol cas tumors relacionats amb les zones genitals d'homes i dones. Són els causants del 10% de càncers totals en les dones, però de menys d'un 1% dels que afecten els homes.

### Càncer anal
Els estudis mostren una relació entre la infecció pel VPH i els càncers anals. Els VPH de transmissió sexual es troben en un gran percentatge de càncers anals. A més, el risc de càncer anal és de 17 a 31 vegades més gran entre les persones seropositives (pel VIH) que van estar coinfectades amb el VPH d'alt risc, i 80 vegades més gran per als homes especialment seropositius que tenen sexe amb homes.

### Càncer de penis
El VPH s'associa amb aproximadament el 50% dels càncers de penis. Als Estats Units, el càncer de penis representa aproximadament el 0,5% de tots els casos de càncer en homes. El VPH16 és el tipus associat més freqüentment detectat. El risc de càncer de penis augmenta de 2 a 3 vegades per a les persones infectades pel VIH i pel VPH.

## Diagnòstic
És molt difícil fer créixer VPH en cultiu cel·lular, i les anàlisis serològiques sovint tampoc són suficients. Per diferenciar entre diferents tipus de VPH, generalment s'utilitzen proves d'hibridació molecular, seguits d'una amplificació d'ADN (PCR en temps real), i es cataloga per proximitat amb els subtipus establerts. Es defineix com a VPH diferent quan té menys del 90% d'homologia de parells de bases d'ADN amb un altre tipus de VPH identificat.

### Citologia cervicovaginal
La citologia cervicovaginal, o prova de Papanicolau, permet detectar i identificar canvis anormals en les cèl·lules del coll de l'úter produïdes pel VPH abans que es pugui desenvolupar un càncer. La prova es realitza de forma ràpida i s'agafa una mostra de les cèl·lules de la paret del coll de l'úter amb una petita espàtula a través de la vagina, sense dolor i sense causar molèsties.
Actualment, es recomana fer periòdicament la citologia cervicovaginal a les dones d'entre vint-i-cinc a seixanta-cinc anys que siguin sexualment actives, i també a les dones que presenten infecció pel VIH (segons el cas, cada tres, sis o dotze mesos), atès que tenen un risc més alt de desenvolupar càncer genital.
Fins fa poc es recomanava realitzar aquesta prova un cop a l'any. Però avui dia se sap que si els resultats de les dues últimes citologies són normals, la citologia cervicovaginal practicada cada tres anys ofereix el mateix nivell de seguretat en la prevenció que la realitzada anualment. Si la citologia demostra la presència de VPH, el metge o la metgessa pot demanar altres proves com una colposcòpia, que permet examinar el coll de l'úter a través d'una lupa i prendre'n mostres.

## Tractament
Actualment, no hi ha cap tractament específic per a la infecció pel VPH. No obstant això, la infecció vírica sol ser eliminada a nivells indetectables pel sistema immunitari. Segons els Centres per al Control i Prevenció de Malalties, el sistema immunitari del cos elimina el VPH de manera natural en dos anys en el 90% dels casos. Tanmateix, els experts no estan d'acord sobre si el virus s'elimina o es redueix a nivells indetectables, i és difícil saber quan és contagiós.